# Альошин Сергій Володимирович
Сергій Володимирович Альошин (22 листопада 1964, Київ) — український дипломат. Генеральний консул України в Сан-Франциско (США) (з 2010 по 2020 рік).

## Біографія
Народився 22 листопада 1964 року у Києві. У 1988 році закінчив Київський державний університет імені Т.Шевченка, факультет романо-германської філології; юридичний факультет (1995). Володіє англійською та російською мовами.
З 03.1992 по 05.1995 рр. — аташе, третій секретар, другий секретар, перший секретар, радник Консульського управління МЗС України.
З 11.1995 по 01.2000 рр. — Перший секретар Посольства України в Південно-Африканській Республіці.
З 02.2000 по 12.2000 рр. — Радник відділу консульського забезпечення інтересів фізичних та юридичних осіб Консульського управління МЗС України.
З 12.2000 по 09.2001 рр. — Начальник відділу консульського забезпечення інтересів фізичних та юридичних осіб Консульського управління МЗС України.
З 09.2001 по 01.2005 рр. — Радник з консульських питань з акредитацією Генеральним консулом Посольства України в Республіці Греція.
З 01.2005 по 07.2005 рр. — Заступник начальника Управління консульської служби Міністерства закордонних справ України.
З 07.2005 по 02.2008 рр. — Заступник Директора Департаменту консульської служби МЗС України — начальник відділу консульсько-правових питань.
З 02.2008 по 11.2009 рр. — Заступник Директора Департаменту консульської служби Міністерства закордонних справ України. Член Української частини Спільного комітету експертів з реалізації Угоди між Україною та Європейським Співтовариством про спрощення оформлення віз. Член Української частини Спільного комітету з питань реадмісії.
З 11.2009 по 08.2010 рр. — Посол з особливих доручень Міністерства закордонних справ України.
З серпня 2010 року по січень 2020 року  — Генеральний консул України в Сан-Франциско (Сполучені Штати Америки).   
З січня 2020 року по жовтень 2020 року — Заступник Директора Департаменту консульської служби МЗС України.   
З жовтня 2020 року по червень 2023 року — Заступник Директора Департаменту цифровізації МЗС України.   
З лютого 2024 року  — Радник з міжнародних питань Віцеспікерки Верховної Ради України Олени Кондратюк    

## Дипломатичний ранг
- Надзвичайний і Повноважний Посланник першого класу (2009).

## Нагороди та відзнаки
Почесний громадянин міста Девіс, штат Каліфорнія, США та міста Тусон, штат Аризона, США